# Hermann Toppius
Hermann Toppius (* 1612 in Seesen; † 1675 in Holzminden) war ein evangelisch-lutherischer Geistlicher, Generalsuperintendent von Holzminden und 20. Abt des Klosters Amelungsborn.

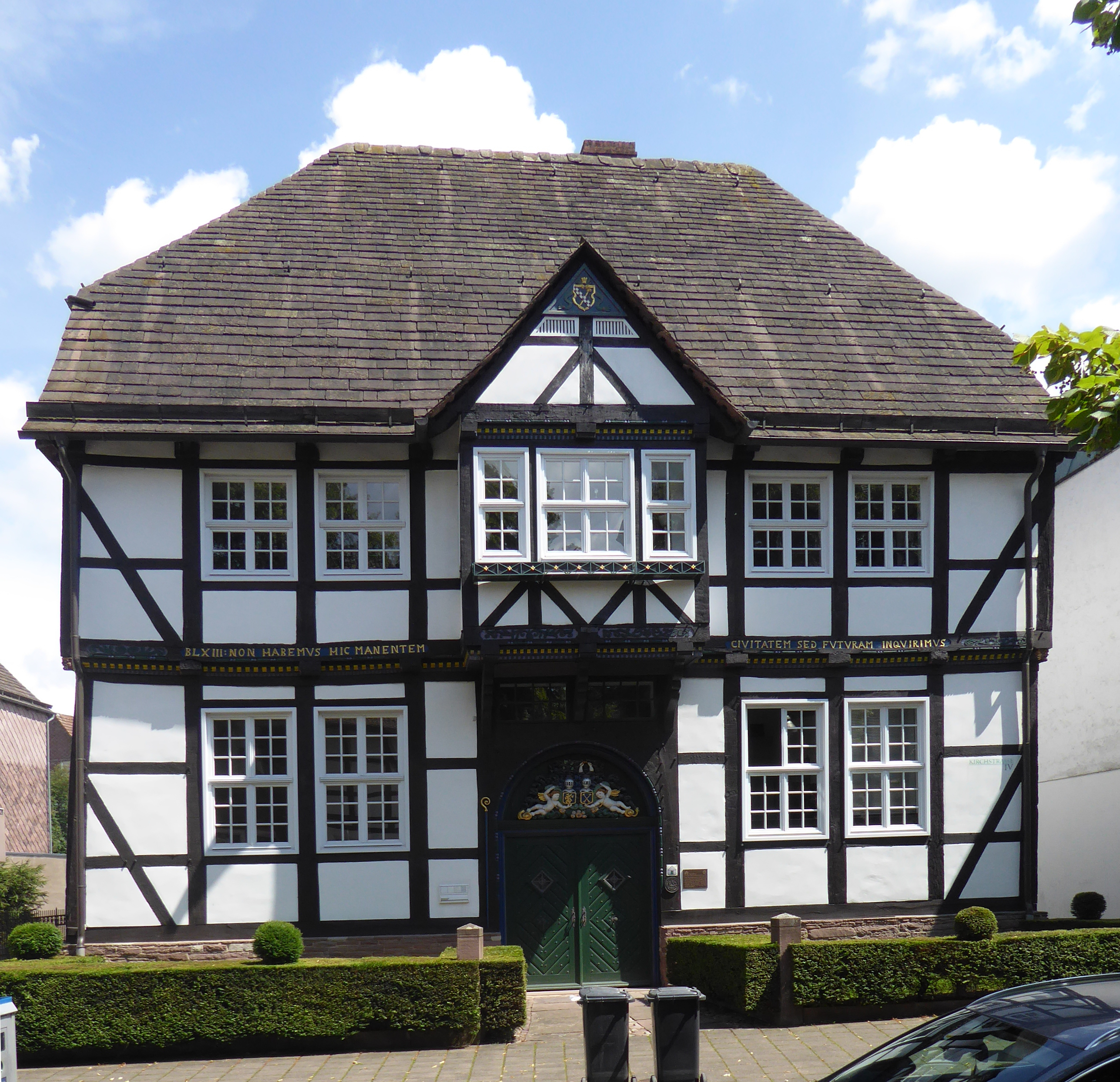
Abthaus in Holzminden, 1663 für Hermann Toppius errichtet

## Leben
Toppius studierte ab 1641 Theologie in Helmstedt, war Kollegiat in Riddagshausen und ging dann, wohl auf Empfehlung des Herzogs August II, als Prediger an der deutschen Gemeinde in Duerben nach Kurland. Später war er Präpositus in Grotin. 1653 von August zurückgerufen wurde er 1654 gegen den Willen des Rats der Stadt Holzminden zum Generalsuperintendenten von Holzminden und Pfarrer der dortigen Stadtkirche ernannt. 1655 verlieh ihm der Herzog die Prälatur Amelungsborn. Toppius war der erste nach der Klosterordnung von 1655 bestallte Abt, dessen Funktion seither dauerhaft mit dem Amt des Generalsuperintendenten in Holzminden verbunden war. Damit war auch die Residenzpflicht des Abts im Kloster aufgehoben. Dauerhafter Wohnsitz des Abts wurde Holzminden. Der Abt hatte Sitz und Stimme im Landtag. Beim Herzog stand Toppius in hoher Gunst. Er setzte entgegen der ursprünglichen Intention der Klosterordnung von 1655 durch, dass die Klosterschule weiter junge Männer auf das Studium der Theologie vorbereitete, und bereitete damit die Fortsetzung der Klosterschule in Form des heutigen Gymnasiums in Holzminden an entscheidender Stelle mit vor.